# Nova sela
Nova sela – wieś w Słowenii, w gminie Kostel. W 2018 roku liczyła 31 mieszkańców.